# Xavier Miserachs
Xavier Miserachs i Ribalta ( prononcé en catalan : [ʃəβiˈe mizəˈɾaɡz i riˈβaltə]) né le 12 juillet 1937 à Barcelone et mort le 14 août 1998 à Badalone, est un photographe catalan. Il étudie la médecine à l'Université de Barcelone, mais quitte l'école pour devenir photographe. Il expose son travail à Barcelone à partir de 1956. Son travail rappelle le néoréalisme et est représentatif des années de reprise économique espagnole, 1950-1960. Ses photographies le révèle comme créateur d'une nouvelle image de la ville et de ses habitants. En 1998, il reçoit la Croix de Saint-Georges du gouvernement catalan.

## Biographie
Miserachs naît le 12 juillet 1937 à Barcelone, au milieu de la guerre civile espagnole. Il découvre la photographie à l'Institut technique de Santa Eulàlia, à Barcelone, où il rencontre Ramon Fabregat et son frère Antonio. Il suit quatre cours d'une carrière en médecine, mais part peu de temps avant la fin pour se lancer dans une carrière de photographe professionnel.
En 1952, il devient membre de l'Association photographique de Catalogne (Agrupació Fotogràfica de Catalunya), où il se lie d'amitié avec Oriol Maspons. Il expose pour la première fois au siège de l'Association photographique de Catalogne en 1957, aux côtés de Ricard Terré et Ramon Masats. En 1959, ils présentent à nouveau leur travail ensemble dans la Sala Aixelà de Barcelone. Il commence sa carrière professionnelle en 1959, lorsque Xavier Busquets lui commande de guider Pablo Picasso dans ses dessins de la façade du Collège des Architectes de Catalogne.
En 1961, après son retour du service militaire, Miserachs souhaite son indépendance et installe son premier studio à la Casa David de la rue Tuset à Barcelone. Il commence à photographier sur commande et pour des auteurs de livres, son travail apparaissant dans des ouvrages tels que Barcelona Blanc i Negre (avec 400 photographies racontant la guerre de Barcelone) et Costa Brava Show.
Dans les années 1960, il est également journaliste pour des magazines espagnols. En 1968, il signe un contrat d'exclusivité avec la Revista Triunfo. Il publie également plusieurs articles dans La Vanguardia, Gaceta Ilustrada, Interviú, Bazaar et Magazin. Il peut ainsi assister à des événements historiques tels que mai 68, Swinging London et printemps de Prague. Miserachs s'engage principalement dans la photographie éditoriale, mais réalise également des reportages.
En janvier 1967, il cofonde l'Escola Eina, où il est l'un des premiers professeurs de photographie. Il fréquente occasionnellement Boccace's, alors lieu de rencontre par excellence de la gauche divine. En 1997, il publie ses mémoires, fiches contact, qui remportent un prix Gaziel.
Miserachs meurt le 14 août 1998, à l'âge de 61 ans, à l'hôpital allemand Trias i Pujol de Badalona des suites d'un cancer du poumon.